# Sakîne Cansiz
Sakîne Cansiz (født 1958, død 9. januar 2013) var en kurdisk revolutionær og demokratisk konføderalist, kvindesagsforkæmper og en af medstifterne af Kurdistans Arbejderparti (PKK). Cansiz, også kendt under hendes kodenavn "Sara", spillede en afgørende rolle med at organisere kvinder i de kurdiske dele af Tyrkiet i 70'erne. Umiddelbart inden kuppet i 1980 blev hun arresteret sammen med mange andre PKK-medlemmer og tortureret i Diyarbakir-fængslet, hvor 34 fængslede døde af tortur mellem 1981-89. Inde fra fængslet blev hun ved med at organisere protester, indtil sin løsladelse i 1991. Op igennem 90'erne og 00'erne var Cansiz med til at præge PKK til at sætte kvindesagen i centrum for deres kamp, hvilket i det nye årtusinde udmøntede sig i den videnskab om kvindekamp kaldet jineologi.
Cansiz blev skudt og dræbt i Paris d. 9. januar 2013 sammen med to andre aktivister fra den kurdiske kvindebevægelse, Fidan Doğan og Leyla Söylemez.

## Ungdom
Cansiz voksede op i Dersim (også kendt som Tunceli).
Cansiz skulle med tiden få en central rolle i at få PKK til at omfavne kvindesagen. Allerede i hendes ungdom var hendes spring ind i et politisk liv i sig selv en modstandshandling mod den traditionelle familiestruktur, som hun så som slavebindende. I refleksion over, hvordan hun blev politisk engageret, sagde hun senere: "På en måde forlod jeg familien. Jeg accepterede dens pres og insisterede på et revolutionært liv. Det var sådan jeg forlod den og rejste mod Ankara. I al hemmelighed."

## Mordet på Sakine Cansiz
Den 10. januar 2013 blev Cansiz, omkring 55 år gammel, fundet død sammen med to andre aktivister fra den kurdiske kvindebevægelse, Fidan Doğan og Leyla Şaylemez. Deres lig blev fundet i kurdiske foreningslokaler i Paris. Autopsien viste at de tre kvinder var blevet dræbt omkring 18-19 aftenen inden. To dage efter mordet blev Ömer Güney tilbageholdt og senere anklaget for mordet på de tre kvinder. Anklager François Molins påpegede, hvordan overvågningskameraer viste, at Ömer Güney var inde i de kurdiske foreningslokaler på mordtidspunktet. På hans taske fandt man spor af pistolkrudt.
Nogle få uger inden retssagen skulle gå i gang, d. 17. december 2016, blev Ömer Güney, den eneste mistænkte i sagen, fundet død af alvorlig sygdom i sin fængselscelle i Paris.
Amerikanske embedsfolk så Cansiz som en af to hovedmål i bestræbelserne på at standse den økonomiske støtte fra Europa til bjergene i Basur, hvor PKK har base, ifølge et diplomatisk dokument fra 2007 afsløret af WikiLeaks.